# میراث دیجیتال
میراث دیجیتال استفاده از رسانه های دیجیتال برای میراث فرهنگی یا طبیعی است. منشور حفاظت از میراث دیجیتال یونسکو میراث دیجیتال را دربرگیرنده "منابع فرهنگی، آموزشی، علمی و اداری و همچنین اطلاعات فنی، حقوقی، پزشکی و سایر اطلاعاتی می داند که به صورت دیجیتال ایجاد شده یا از منابع آنالوگ موجود به شکل دیجیتال تبدیل شده اند.